# 256 (szám)
A 256 (római számmal: CCLVI) egy természetes szám, négyzetszám, a 16 négyzete; a 2 nyolcadik hatványa. A 4 negyedik hatványa (tehát 4↑↑2, lásd tetráció).

## A szám a matematikában
A tízes számrendszerbeli 256-os a kettes számrendszerben 100000000, a nyolcas számrendszerben 400, a tizenhatos számrendszerben 100 alakban írható fel.
A 256 páros szám, összetett szám, azon belül négyzetszám, kanonikus alakban a 28 szorzattal, normálalakban a 2,56 · 102 szorzattal írható fel. Kilenc osztója van a természetes számok halmazán, ezek növekvő sorrendben: 1, 2, 4, 8, 16, 32, 64, 128 és 256.
A 256 négyzete 65 536, köbe 16 777 216, négyzetgyöke 16, köbgyöke 6,34960, reciproka 0,0039063. A 256 egység sugarú kör kerülete 1608,49544 egység, területe 205 887,41615 területegység; a 256 egység sugarú gömb térfogata 70 276 238,0 térfogategység.
A 256 helyen az Euler-függvény helyettesítési értéke 128, a Möbius-függvényé 0, a Mertens-függvényé −1.